# Sportklubben (TV-program)
Sportklubben är ett TV-program i TV4 Sport, där sport debatteras. Programmet startades 2002, då i TV4. Programmet lades ganska snabbt ner, men återkom i TV4 Sport i slutet av 2007. Peter Jihde är programledare och programmet har 3 fasta gäster. Paolo Roberto, Anders Timell och Malin Swedberg